# Saint-Aubin-de-Luigné
Saint-Aubin-de-Luigné is een plaats en voormalige gemeente in het Franse departement Maine-et-Loire in de regio Pays de la Loire en telt 857 inwoners (1999).

## Geschiedenis
Op 1 januari 2016 fuseerde de gemeente met Saint-Lambert-du-Lattay tot de huidige gemeente Val-du-Layon. Deze gemeente maakt deel uit van het arrondissement Angers.

## Geografie
De oppervlakte van Saint-Aubin-de-Luigné bedraagt 15,2 km², de bevolkingsdichtheid is 56,4 inwoners per km².
De onderstaande kaart toont de ligging van Saint-Aubin-de-Luigné met de belangrijkste infrastructuur en aangrenzende gemeenten.

## Demografie
Onderstaande figuur toont het verloop van het inwonertal.